# Alekszej Komarov
Alekszej Komarov (Moszkva, 1978. június 11. –) orosz profi jégkorongozó.

## PÁlyafutása
Komolyabb junior karrierjét az orosz harmadosztályban kezdte 1996–1997-ben. A következő szezonban már játszhatott a legfelső ligában de még visszakerült a másodosztályba. Az 1997-es NHL-drafton a Dallas Stars választotta ki a nyolcadik kör 216. helyén. A National Hockey League-ben sosem játszott. 1998–1999-ben a Szpartak Moszkvához került és 2002-ig itt is játszott és ebből két idényt a másodosztályban volt és két mérkőzés erejéig még a harmadosztályba is leküldték. 2002–2003-ban aztán átkerült a tengerentúlra az AHL-es Utah Grizzliesbe. Egy idény után visszakerült a Szpartakhoz ahol aztán 2005 játszott. Ebben az idényben egyetlen mérkőzésen jégre léphetett a Dinamo Moszkva színeiben. A következő szezonban a Vityaz Podolszkba került és az elsőosztályban játszhatott majd két szezon a harmadosztályban és utána a Krilja Szovetov ismét szerepelhetett az elit ligában és a másodosztályból vonult vissza 2008-ban.